# Kozinščak
 Kozinščak  falu Horvátországban Zágráb megyében. Közigazgatásilag Dugo Selóhoz tartozik.

## Fekvése
Zágrábtól 22 km-re keletre, községközpontjától  2 km-re északkeletre fekszik. Délnyugati része már összeépült Dugo Seloval, tulajdonképpen a város északkeleti részének számít.

## Története
A település első írásos említése 1510-ben történt. Ekkor ugyanis, Grabarjai Bertalan (Bartol Grabarski) vránai perjel együtt tartózkodott Pakrácon, Hirjáki Tamással (Tome Hirjak) a bozsjákói vár provizorával, akinek Kozinščak falvát ("villa Kuzinschak") adta öt pusztájával együtt, ezzel kivette a falut jobbágyi és nemtelen státusából, és beiktatta őket a Jeruzsálemi Szent János lovagrend praediumai közé. A falu neve 1523-ban is felbukkan, amikor Karlovich Iván bán szóban megbízta a csázmai káptalant, hogy nyom nélkül indítson eljárást a Mátyás vránai perjel birtokában lévő bozsjákói jobbágyok és a kozinščaki lakosok ellen. 1568-ban a Bruman családnak kúriája volt itt. 1634-ben az utolsó Bruman halálával a birtok a kincstáré lett. Kozinščakot 1643-ban az egyházi vizitáció is megemlíti. 1682-ben a kamara a falut Szors Jánosnak (Ivan Sorš) adta. A birtok a 18. század elején a zágrábi jezsuitáké, majd a Bužan családé lett, akik 1751-ben a környező településekkel együtt 53 jobbágyportát bírtak itt. 
A falunak 1857-ben 131, 1910-ben 241 lakosa volt. Trianonig Zágráb vármegye Dugoseloi járásához tartozott. A szomszédos Dugo Selo terjeszkedése 1965-re elérte Kozinščak területét is. A betelepülők kezdetben bosznia hercegovinai horvát földművesek, később Horvátország minden részéből és Bosznia Hercegovinából érkezettek voltak. A lakosság száma az 1960-as évek óta hatszorosára emelkedett. 2001-ben 1176 lakosa volt. 

## Lakosság
| Lakosság változása | Lakosság változása | Lakosság változása | Lakosság változása | Lakosság változása | Lakosság változása | Lakosság változása | Lakosság változása | Lakosság változása | Lakosság változása | Lakosság változása | Lakosság változása | Lakosság változása | Lakosság változása | Lakosság változása |
| ------------------ | ------------------ | ------------------ | ------------------ | ------------------ | ------------------ | ------------------ | ------------------ | ------------------ | ------------------ | ------------------ | ------------------ | ------------------ | ------------------ | ------------------ |
| 1857               | 1869               | 1880               | 1890               | 1900               | 1910               | 1921               | 1931               | 1948               | 1953               | 1961               | 1971               | 1981               | 1991               | 2001               |
| 131                | 125                | 131                | 178                | 191                | 241                | 221                | 206                | 192                | 172                | 185                | 282                | 464                | 749                | 1176               |

## Külső hivatkozások
- Dugo Selo város hivatalos oldala
- Dugo Selo oldala
- Dugo Selo információs portálja
- Brckovlajni község hivatalos oldala
- Lejla Dobronić: A keresztesek, a johanniták és a szent sír lovagok horvátországi rendházai és birtokai. Zágráb, 1984.